# Ford Bantam
Ford Bantam – samochód dostawczo-osobowy typu pickup klasy kompaktowej, a następnie klasy miejskiej produkowany pod amerykańską marką Ford w latach 1983 – 2011.

## Pierwsza generacja

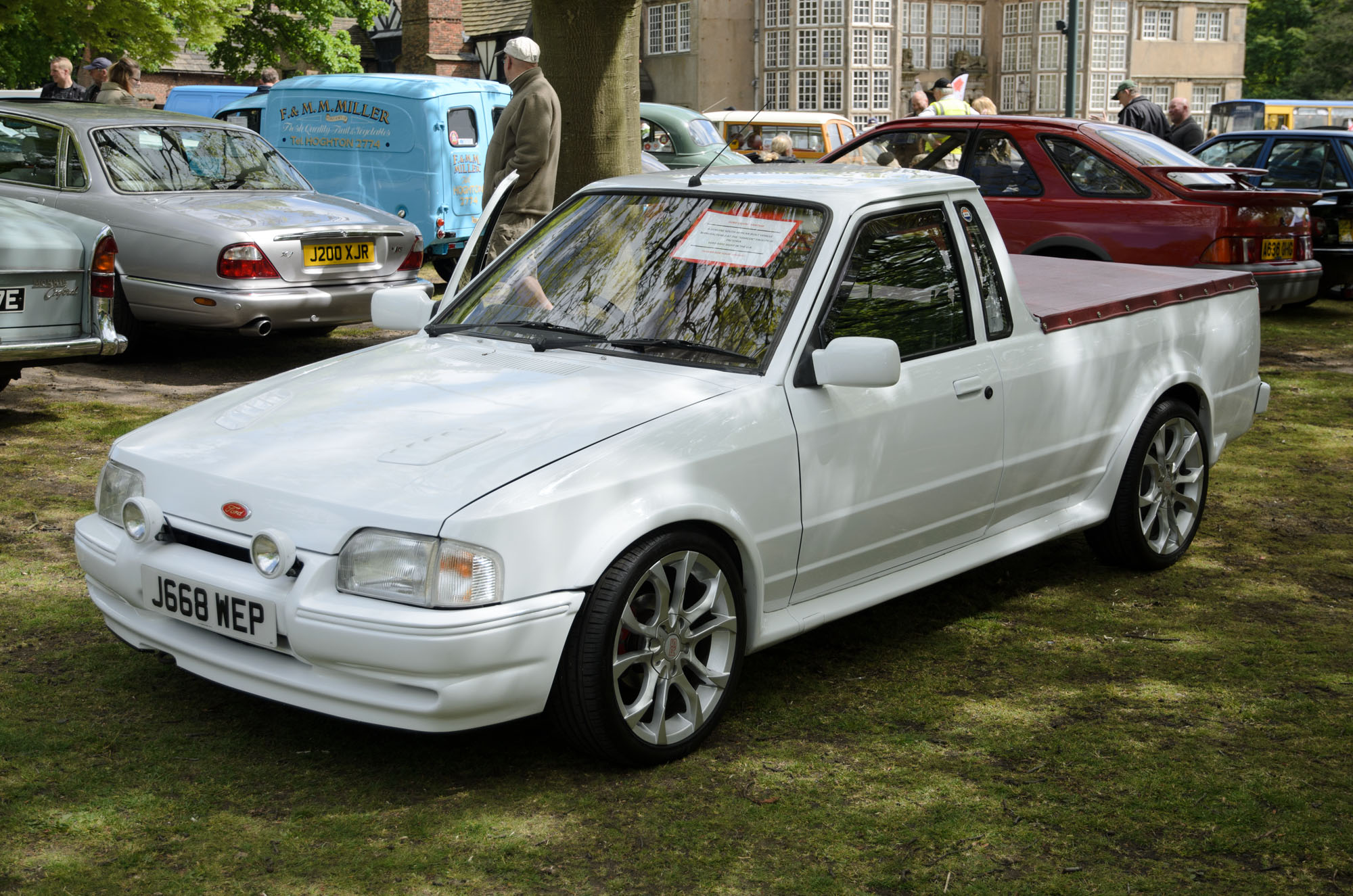
Ford Bantam I po liftingu

Ford Bantam I został zaprezentowany po raz pierwszy w 1983 roku.
W 1983 roku południowoafrykański oddział Forda przedstawił pickupa opartego na bazie modelu Escort jako niewielki, dwudrzwiowy samochód o ładowności około 500 kg jako charakterystyczny dla wielu krajów południowej półkuli typ samochodu łączący cechy nisko położonej kabiny kierowcy z dużą przestrzenią transportową. W lokalnej ofercie Ford Bantam I uplasował się poniżej większego modelu P100. Produkcja pojazdu odbywał się początkowo w fabryce Forda w Port Elizabeth, a czasem przenosząc się do Pretorii.

### Lifting
Wraz z prezentacją czwartej generacji Forda Escorta, na którym pierwsza generacja modelu Bantam była oparta, także i ten model przeszedł restylizację wyglądu nadwozia. Pojawił się nowy pas przedni, z innym kształtem zderzaków, atrapy chłodnicy i reflektorów.

### Silniki
- L4 1.3l HCS
- L4 1.3l CVH
- L4 1.6l CVH

## Druga generacja

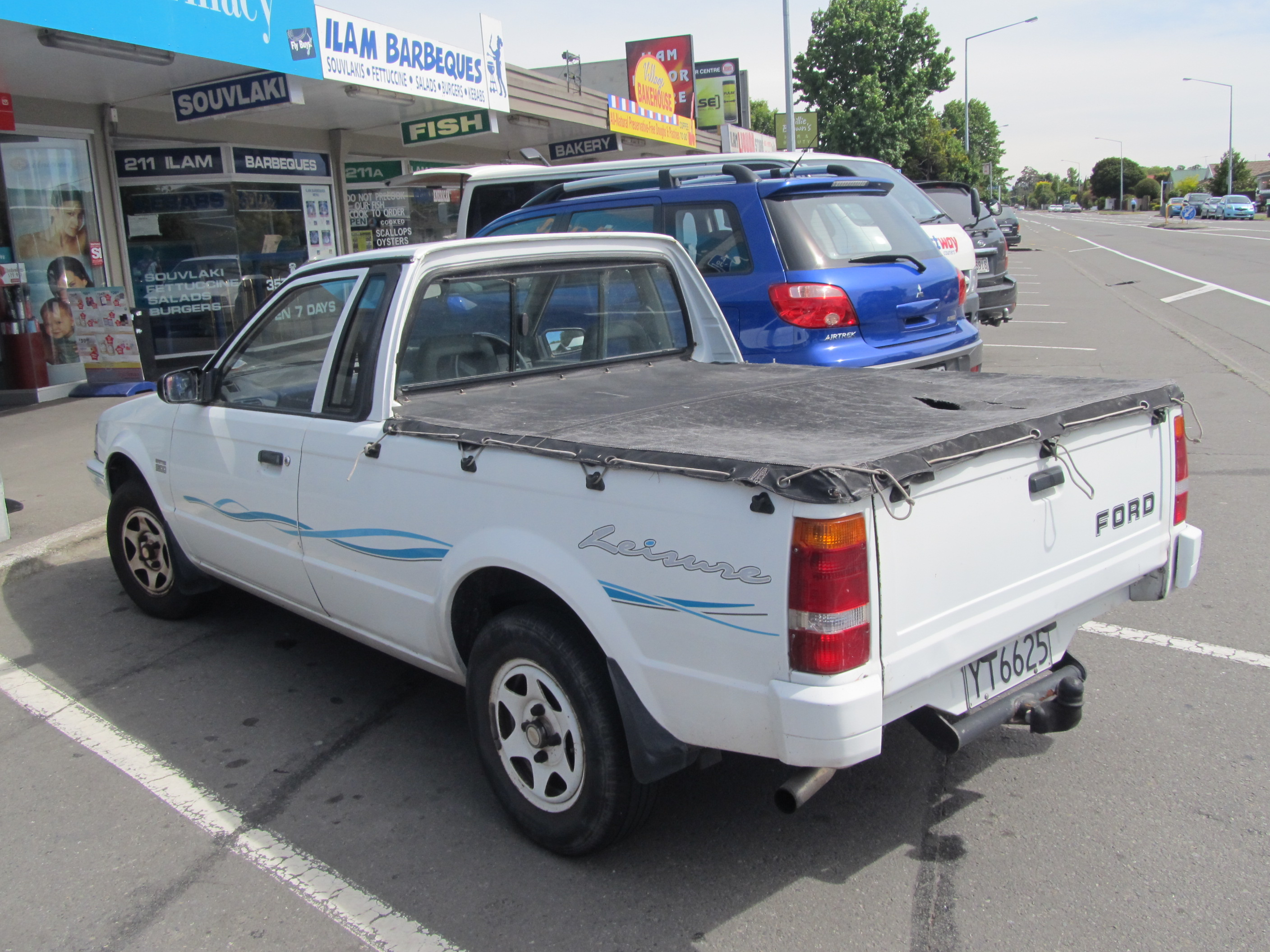
Ford Bantam II - tył

Ford Bantam II został zaprezentowany po raz pierwszy w 1990 roku.
Druga generacja modelu Bantam powstała według zupełnie nowej koncepcji, jako model oparty na bazie modelu Tonic i co za tym idzie - technologii Mazdy. 
Wynikało to z przejęcia produkcji tej linii modelowej przez południowoafrykańską spółkę Samcor, która była wspólną inicjatywą Forda i Mazdy polegając na wymianie technologicznej obu firm. Równolegle z Fordem Bantamem, w RPA oferowano bliźniaczy model Mazda Rustler. 

### Silniki
- L4 1.3l E3
- L4 1.5l E5
- L4 1.6l B6

## Trzecia generacja

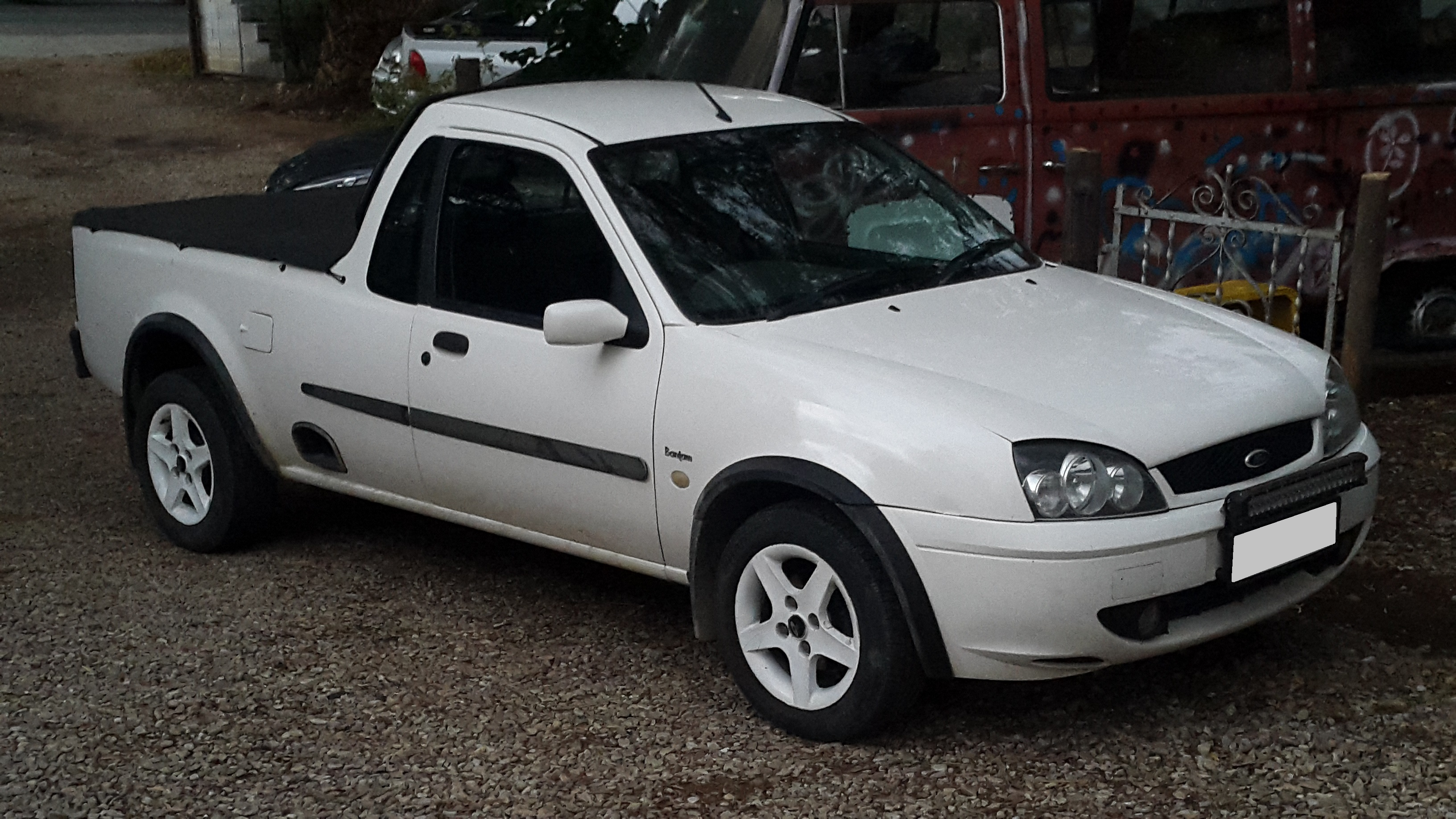
Ford Bantam III po liftingu

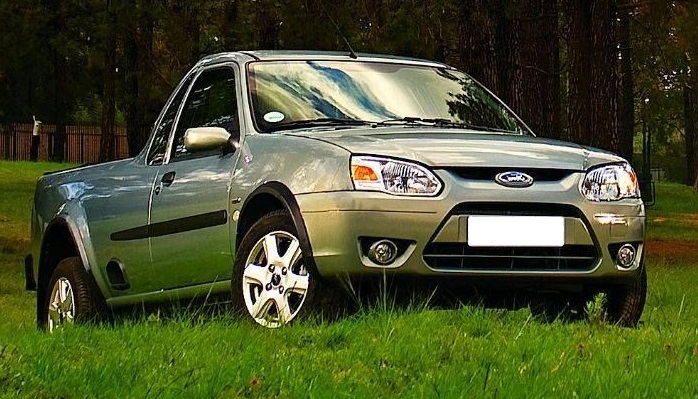
Ford Bantam III po drugim liftingu

Ford Bantam III został zaprezentowany po raz pierwszy w 2002 roku.
Trzecia i ostatnia generacja Forda Bantama powstała według nowej koncepcji, jako mniejszy pickup oparty na technologii miejskiego modelu Ford Fiesta. Samochód produkowany był równolegle do zbliżonego rolą i wyglądem brazylijskiego modelu Ford Courier.

### Restylizacje
Podczas trwającej 9 lat produkcji Forda Bantam III, samochód przeszedł dwie restylizacje. Pierwsza, przeprowadzona w 2006 roku, obejmowała nieznacznie zmiany w atrapie chłodnicy i wyglądzie reflektorów. Z kolei druga, z 2009 roku, była znacznie rozleglejsza i była identyczna w zakresie z sedanem Ikon. Reflektory się zaokrągliły, a także zmodyfikowano atrapę chłodnicy. Produkcja zakończyła się w sierpniu 2011 roku bez bezpośredniego następcy.

### Silniki
- L4 1.3l Zetec-SE
- L4 1.6l Zetec Rocam